# Liste der Monuments historiques in Bagneux-la-Fosse
Die Liste der Monuments historiques in Bagneux-la-Fosse führt die Monuments historiques in der französischen Gemeinde Bagneux-la-Fosse auf.

## Liste der Immobilien
| Bezeichnung        | Beschreibung                    | Standort                 | Kennzeichnung | Schutzstatus | Datum | Bild           |
| ------------------ | ------------------------------- | ------------------------ | ------------- | ------------ | ----- | -------------- |
| Kirche St-Valentin | aus dem 15. und 16. Jahrhundert | Place de l’Église (Lage) | PA00078025    | Inscrit      | 1926  | weitere Bilder |

## Liste der Objekte
| Bezeichnung | Beschreibung                                                                                   | Standort                         | Kennzeichnung | Schutzstatus | Datum | Bild |
| ----------- | ---------------------------------------------------------------------------------------------- | -------------------------------- | ------------- | ------------ | ----- | ---- |
| Kanzel      | Eichenholz, bemalt, 18. Jahrhundert, eventuell von Thévenin de Langres; die Eisentreppe jünger | in der Kirche St-Valentin (Lage) | PM10000116    | Classé       | 1959  |      |